# Matti Otala
Matti Niilo Tapani Otala (till 1963 Lehto), född 26 december 1939 i Uleåborg, död 9 augusti 2015 i Helsingfors, var en finländsk ingenjör. 
Otala blev diplomingenjör vid Tekniska högskolan i Helsingfors 1963 och var avdelningschef vid Oy Nokia Ab 1965–1968. Han blev teknologie licentiat i Helsingfors 1967 och var professor i elektronik vid Uleåborgs universitet 1967–1971. Han blev teknologie doktor i Uleåborg 1969 och förestod elektroniska laboratoriet vid Statens tekniska forskningscentral VTT 1975–1978. Han var chef för Nokia-koncernens avdelning för forskning och utbildning 1986–1990, vice verkställande direktör vid Bosch (Telenorma GmbH) i Frankfurt am Main 1990–1995 och professor i teknologimanagement och företagsstrategi vid tekniska högskolan i Tammerfors 1995–1999.
Otala gjorde viktiga uppfinningar inom bland annat ljudåtergivnings- och mobiltelefonteknik och blev därigenom en central person bakom de finländska framgångarna inom informationstekniken under sent 1900-tal. Han gjorde framstående forskarinsatser vid utländska elektronikföretag och erhöll ett stort antal patent både i Finland och utomlands. Han utgav memoarerna Uskalla olla viisas (2001).